# Graafwater
Graafwater is een dorp met 2261 inwoners, in de regio West-Kaap in Zuid-Afrika. De plaats is gelegen in de gemeente Cederberg. Een bekende toeristenattractie in de buurt is een grot met de naam Heerenlogement.

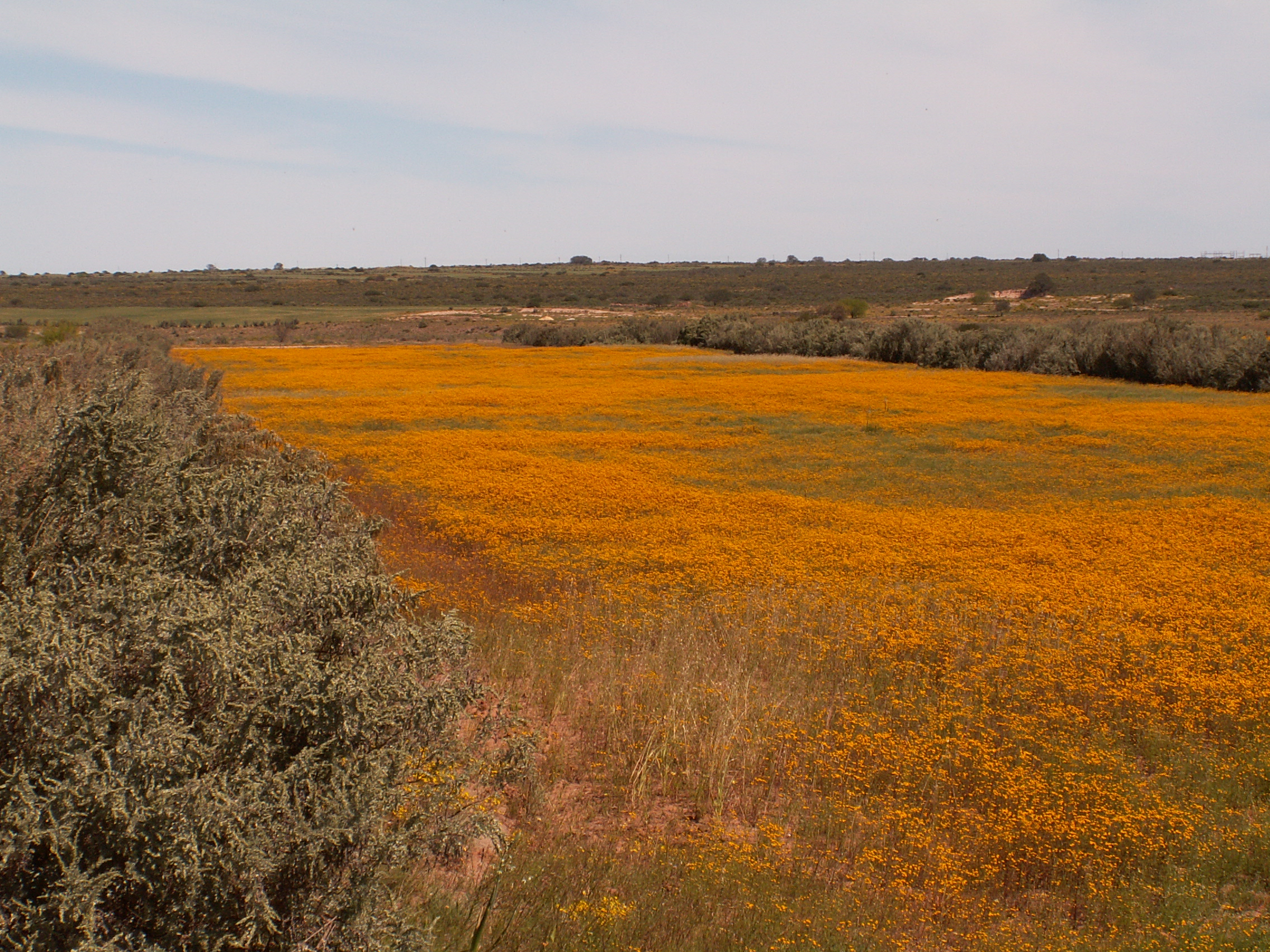
Omgeving van Graafwater

## Subplaatsen
Het nationaal instituut voor de statistiek, Stats SA, deelt sinds de census 2011 deze hoofdplaats in in 2 zogenaamde subplaatsen (sub place):
Graaffwater North  • Graaffwater South.